# Championnats du monde de ski alpin 1978
 (signalé en juillet 2025).
Si vous disposez d'ouvrages ou d'articles de référence ou si vous connaissez des sites web de qualité traitant du thème abordé ici, merci de compléter l'article en donnant les références utiles à sa vérifiabilité et en les liant à la section « Notes et références ».
- Archive Wikiwix
- Bing
- Cairn
- DuckDuckGo
- E. Universalis
- Gallica
- Google
- G. Books
- G. News
- G. Scholar
- Persée
- Qwant
- (zh) Baidu
- (ru) Yandex
- (wd) trouver des œuvres sur Wikidata

Navigation
Innsbruck 1976 Lake Placid 1980
Les championnats du monde de ski alpin 1978 ont eu lieu à Garmisch-Partenkirchen en RFA du 29 janvier au 5 février 1978.
Ces championnats du monde consacrent les favoris chez les hommes et délivrent un palmarès surprenant chez les femmes.
Josef Walcher, qui a remporté 2 descentes à Kitzbühel, confirme sa très grande forme : il devance de 7 centièmes l'allemand Michael Veith et devient champion du monde de descente.
Franz Klammer et Bernhard Russi ne se classent que cinquième et quatorzième : une page se tourne.
Ingemar Stenmark réalise le doublé géant-slalom.
Le suédois survole le géant et devance de plus de 2 secondes 2 skieurs du Liechtenstein, Andreas Wenzel et Willi Frommelt.
Willi Frommelt obtient ainsi sa troisième médaille de bronze, après celle en descente en 1974 et celle en slalom en 1976.
En slalom, Ingemar Stenmark bat le champion olympique Piero Gros.
Paul Frommelt se classe troisième et apporte une nouvelle médaille au Liechtenstein.
Annemarie Moser-Pröll justifie son statut de favorite en descente et gagne un deuxième titre mondial.
L'allemande Irene Epple remporte la médaille d'argent.
L'autrichienne Lea Sölkner (19 ans) gagne le slalom à la surprise générale et obtient ainsi la première victoire de sa carrière.
Les françaises Perrine Pelen et Fabienne Serrat échouent au pied du podium, alors que les favorites Hanni Wenzel (sixième) et Lise-Marie Morerod (septième) subissent un cuisant échec.
En géant, l'allemande Maria Epple (19 ans) devance de 5 centièmes la favorite Lise-Marie Morerod et Annemarie Moser-Pröll et remporte également la première victoire de sa carrière.
Nouvel échec d'Hanni Wenzel, qui ne termine que cinquième.
Andreas Wenzel et Annemarie Moser-Pröll gagnent le titre du combiné.
Fabienne Serrat obtient une médaille de bronze : c'est la seule médaille pour la France dans ces championnats du monde.
L'Autriche remporte 4 titres et 7 médailles.
Très bonne tenue de la RFA et du Liechtenstein, qui gagnent 5 médailles.
Echec de la Suisse (2 médailles seulement) ainsi que de la France et de l'Italie (1 médaille).

## Palmarès

### Hommes
| Épreuves | Or               | Argent         | Bronze           |
| -------- | ---------------- | -------------- | ---------------- |
| Descente | Josef Walcher    | Michael Veith  | Werner Grissmann |
| Géant    | Ingemar Stenmark | Andreas Wenzel | Willi Frommelt   |
| Slalom   | Ingemar Stenmark | Piero Gros     | Paul Frommelt    |
| Combiné  | Andreas Wenzel   | Sepp Ferstl    | Pete Patterson   |

### Femmes
| Épreuves                    | Or                    | Argent             | Bronze                |
| --------------------------- | --------------------- | ------------------ | --------------------- |
| Descente                    | Annemarie Moser-Pröll | Irene Epple        | Doris De Agostini     |
| Géant                       | Maria Epple           | Lise-Marie Morerod | Annemarie Moser-Pröll |
| Slalom                      | Lea Sölkner           | Pamela Behr        | Monika Kaserer        |
| Combiné Résultats détaillés | Annemarie Moser-Pröll | Hanni Wenzel       | Fabienne Serrat       |

## Tableau des médailles
| Rang | Nations           | Or | Argent | Bronze | Total |
| 1    | Autriche          | 4  | 0      | 3      | 7     |
| 2    | Suède             | 2  | 0      | 0      | 2     |
| 3    | RFA               | 1  | 4      | 0      | 5     |
| 4    | Liechtenstein     | 1  | 2      | 2      | 5     |
| 5    | Suisse            | 0  | 1      | 1      | 2     |
| 6    | Italie            | 0  | 1      | 0      | 1     |
| 7    | États-Unis France | 0  | 0      | 1      | 1     |